# Joan Verdú (sciatore)
Joan Verdú Sánchez (Andorra la Vella, 23 maggio 1995) è uno sciatore alpino andorrano.

## Biografia
Attivo in gare FIS dal dicembre del 2010, Verdú ha esordito in Coppa Europa il 21 novembre 2012 a Levi in slalom gigante, senza qualificarsi per la seconda manche, ai Campionati mondiali a Schladming 2013 nella medesima specialità (39º) e ai Giochi olimpici invernali a Soči 2014, dove non ha completato lo slalom gigante. Il 15 dicembre 2015 ha colto a Panorama in slalom gigante la sua prima vittoria, nonché primo podio, in Nor-Am Cup; ha debuttato in Coppa del Mondo il 23 ottobre 2016 a Sölden in slalom gigante, senza qualificarsi per la seconda manche.
Ai Mondiali di Sankt Moritz 2017 si è piazzato 33º nella discesa libera, 27º nella combinata e non ha completato il supergigante e lo slalom gigante, mentre ai XXIII Giochi olimpici invernali di Pyeongchang 2018 è stato 37º nella discesa libera, 28º nel supergigante, 27º nella combinata e non ha completato lo slalom gigante. Ai Mondiali di Cortina d'Ampezzo 2021 si è classificato 26º nel supergigante e non ha completato lo slalom gigante; il 19 dicembre dello stesso anno ha conquistato a Glungezer in slalom gigante la prima vittoria, nonché primo podio, in Coppa Europa e ai successivi XXIV Giochi olimpici invernali di Pechino 2022 si è classificato 22º nel supergigante e 9º nello slalom gigante. Ai Mondiali di Courchevel/Méribel 2023 si è piazzato 10º nel parallelo e non ha completato lo slalom gigante; il 9 dicembre dello stesso anno è diventato il primo sciatore di Andorra a salire sul podio in Coppa del Mondo, classificandosi al 3º posto nello slalom gigante di Val-d'Isère. Ai Mondiali di Saalbach-Hinterglemm 2025 non ha completato lo slalom gigante.

## Palmarès

### Giochi olimpici giovanili
- 1 medaglia:
  - 1 bronzo (supergigante a Innsbruck 2012)

### Coppa del Mondo
- Miglior piazzamento in classifica generale: 39º nel 2024
- 2 podi (in slalom gigante):
  - 1 secondo posto
  - 1 terzo posto

### Coppa Europa
- Miglior piazzamento in classifica generale: 7º nel 2022
- Vincitore della classifica di slalom gigante nel 2022
- 6 podi:
  - 4 vittorie
  - 1 secondo posto
  - 1 terzo posto

#### Coppa Europa - vittorie
| Data             | Località  | Paese    | Specialità |
| ---------------- | --------- | -------- | ---------- |
| 19 dicembre 2021 | Glungezer | Austria  | GS         |
| 20 dicembre 2021 | Glungezer | Austria  | GS         |
| 4 febbraio 2022  | Reiteralm | Austria  | GS         |
| 18 febbraio 2022 | Oppdal    | Norvegia | GS         |

Legenda:

GS = slalom gigante

### Nor-Am Cup
- Miglior piazzamento in classifica generale: 29º nel 2017
- 3 podi:
  - 3 vittorie

#### Nor-Am Cup - vittorie
| Data             | Località | Paese  | Specialità |
| ---------------- | -------- | ------ | ---------- |
| 15 dicembre 2015 | Panorama | Canada | GS         |
| 11 dicembre 2016 | Panorama | Canada | SG         |
| 12 dicembre 2016 | Panorama | Canada | SG         |

Legenda:

SG = supergigante

GS = slalom gigante

### South American Cup
- Miglior piazzamento in classifica generale: 17º nel 2018
- 3 podi:
  - 1 secondo posto
  - 2 terzi posti

### Campionati andorrani
- 8 medaglie:
  - 4 ori (slalom speciale nel 2013; slalom gigante nel 2015; discesa libera nel 2016; discesa libera nel 2018)
  - 1 argento (slalom speciale nel 2015)
  - 3 bronzi (slalom gigante nel 2011; slalom gigante nel 2012; slalom gigante nel 2013)